# Димитрије Пејановић
Димитрије Миша Пејановић (Сомбор, 9. јул 1974) бивши је српски рукометаш који је играо на позицији голмана.
За Србију је наступао на ЕП 2010. и СП 2009. и 2011. године.

## Трофеји
Панелиниос
- Првенство Грчке: 2001/02.
- Куп Грчке: 2001/02.